# Sport Vlaanderen-Baloise/2022
Deze pagina geeft een overzicht van de Sport Vlaanderen-Baloise-wielerploeg in 2022.

## Algemene gegevens
Sponsors: Sport Vlaanderen, Baloise
Teammanager: Christophe Sercu
Ploegleiders: Hans De Clercq, Andy Missoten, Kenny De Ketele, Luc Colyn, Walter Planckaert
Fietsmerk: Eddy Merckx
Kleding: Vermarc

## Renners
| Naam              | Geboortedatum | Nationaliteit | Ploeg 2021                     |
| ----------------- | ------------- | ------------- | ------------------------------ |
| Ruben Apers       | 25-08-1998    | België        |                                |
| Jenno Berckmoes   | 04-02-2001    | België        | Home Solution-Soenens CT (U23) |
| Kamiel Bonneu     | 01-08-1999    | België        | Basso - Flanders - InfrAssist  |
| Vito Braet        | 02-11-2000    | België        | Lotto Soudal U23               |
| Alex Colman       | 22-06-1998    | België        |                                |
| Sander De Pestel  | 11-10-1998    | België        |                                |
| Lindsay De Vylder | 30-05-1995    | België        |                                |
| Gilles De Wilde   | 12-10-1999    | België        |                                |
| Tuur Dens         | 26-06-2000    | België        | Hubo - Titan Cargo             |
| Milan Fretin      | 19-03-2001    | België        | Lotto Soudal U23               |
| Robbe Ghys        | 11-01-1997    | België        |                                |
| Rune Herregodts   | 27-07-1998    | België        |                                |
| Jules Hesters     | 11-11-1998    | België        | BEAT Cycling                   |
| Arne Marit        | 21-01-1999    | België        |                                |
| Julian Mertens    | 06-10-1997    | België        |                                |
| Jens Reynders     | 25-05-1998    | België        |                                |
| Aaron Van Poucke  | 04-04-1998    | België        |                                |
| Kenneth Van Rooy  | 08-10-1993    | België        |                                |
| Ward Vanhoof      | 18-04-1999    | België        |                                |
| Aaron Verwilst    | 02-05-1997    | België        |                                |
| Sasha Weemaes     | 09-02-1998    | België        |                                |

### Vertrokken
| Naam                  | Geboortedatum | Nationaliteit | Ploeg 2022         |
| --------------------- | ------------- | ------------- | ------------------ |
| Cédric Beullens       | 27-01-1997    | België        | Lotto Soudal       |
| Kenny De Ketele       | 05-06-1985    | België        | Gestopt            |
| Thomas Sprengers      | 05-02-1990    | België        | Gestopt            |
| Fabio Van Den Bossche | 21-09-2000    | België        | Alpecin-Fenix      |
| Jordi Warlop          | 04-06-1996    | België        | B&B Hotels p/b KTM |
| Thimo Willems         | 09-02-1996    | België        | Minerva Cycling    |

## Overwinningen
Ruta del Sol
1e etappe: Rune Herregodts
Vierdaagse van Duinkerke
Bergklassement: Alex Colman
Ronde van Hongarije
Bergklassement: Aaron Van Poucke
Boucles de la Mayenne
Bergklassement: Gilles De Wilde
Ronde van Tsjechië
1e etappe: Rune Herregodts
3e etappe: Kamiel Bonneu
Ronde van Groot-Brittannië
3e etappe: Kamiel Bonneu
Belgische kampioenschappen baanwielrennen
Afvalrace: Jules Hesters
Ploegkoers: Tuur Dens en Jules Hesters
Puntenkoers: Robbe Ghys
Scratch: Jules Hesters
Grote Prijs Beeckman-De Caluwé
Jules Hesters
Grote Prijs Raf Jonckheere
Arne Marit
Nationale Sluitingsprijs
Arne Marit
Memorial Fred De Bruyne
Gilles De Wilde
1994 · 1995 · 1996 · 1997 · 1998 · 1999 · 2000 · 2001 · 2002 · 2003 · 2004 · 2005 · 2006 · 2007 · 2008 · 2009 · 2010 · 2011 · 2012 · 2013 · 2014 · 2015 · 2016 · 2017· 2018· 2019 · 2020 · 2021 · 2022 · 2023 · 2024 · 2025
Alpecin-Deceuninck · B&B Hotels-KTM · Bardiani-CSF-Faizanè  · Bingoal Pauwels Sauces WB · Burgos-BH · Caja Rural-Seguros RGA · Drone Hopper-Androni Giocattoli · EOLO-Kometa · Equipo Kern Pharma · Euskaltel-Euskadi · Gazprom-RusVelo · Human Powered Health · Sport Vlaanderen-Baloise · Arkéa-Samsic · Team Novo Nordisk · Team TotalEnergies · Uno-X Pro Cycling Team